# Wanda Ostrowska (pszczelarz)
 Wanda Ostrowska (ur. 4 lutego 1924 w Łowociach, zm. 23 maja 1990 w Łomży) – polska pszczelarka, doktor nauk rolniczych, wykładowczyni na Uniwersytecie Rolniczym w Krakowie. Zasłużona dla polskiego pszczelarstwa.

## Życiorys
Urodziła się w Łowociach na Suwalszczyźnie. Po ukończeniu w 1948 Technikum Pszczelarskiego w Pszczelej Woli została instruktorem pszczelarskim.
Od 1954 podjęła pracę w Rolniczym Rejonowym Zakładzie Doświadczalnym w Siejniku, gdzie stworzyła od podstaw dział pszczelarski przekształcony następnie w  Zootechniczny Zakład Doświadczalny Instytutu Zootechniki. Założyła i rozbudowała pasiekę doświadczalną, urządziła pszczelarski ogródek botaniczny, prowadziła na szeroką skalę badania z zakresu technologii pasiecznej i pożytków pszczelich. Trudziła się selekcją i hodowlą pszczół.
W 1957 uzyskała tytuł inżyniera rolnika w Akademii Rolniczo-Technicznej w Olsztynie, a w 1962–1967 odbyła zaoczne studia magisterskie w Szkole Głównej Gospodarstwa Wiejskiego w Warszawie. Tamże w 1985 uzyskała doktorat nauk rolniczych.
Prowadziła prace nad wyselekcjonowaniem nowej linii środkowoeuropejskiej pszczoły miodnej nazwanej Mazurką. Zajmowała się projektem hodowli zachowawczej pszczoły augustowskiej. Zmodyfikowała i rozpropagowała stosowanie ula wielokorpusowego (zwanego obecnie ulem Ostrowskiej).
Brała udział w życiu pszczelarskich organizacji związkowych wszystkich szczebli sprawując tam różne funkcje.
W 1985 przyjęła obowiązki nauczyciela akademickiego w ówczesnej krakowskiej Akademii Rolniczej, które pełniła do 1989. Zmarła 23 maja 1990 w Łomży.

## Publikacje
Autorka wielu recenzji, publikacji i artykułów w prasie fachowej. Twórca kompleksowego opracowania dotyczącego prowadzenia zrównoważonej gospodarki pasiecznej, stanowiącego kompendium wiedzy pszczelarskiej, wielokrotnie wznawiane drukiem. Opublikowała m.in.:
- Z Romualdem Żukowskim: Pszczelarstwo na Białostocczyźnie. Praca pasieczna i hodowla pszczół Państwowe Wydawnictwo Rolnicze i Leśne, Warszawa 1967. OCLC:805328098
- Gospodarka pasieczna Państwowe Wydawnictwo Rolnicze i Leśne, Warszawa 1978-2013. ISBN 978-83-09-01151-4.
- Gospodarka w ulu wielokorpusowym Instytut Zootechniki. Zakład Informacji Zootechnicznej, Kraków 1981.
- Ul wielkokorpusowy w badaniach i gospodarce pasiecznej na terenie Polski północno-wschodniej Wojewódzki Ośrodek Postępu Rolniczego, Olecko 1984. OCLC 749963748.
- Gospodarka o [i. ew] ulach wielokorpusowych Wojewódzki Ośrodek Postępu Rolniczego, Łodygowice 1981. OCLC 838689511.
- Z Jerzym Bobrzeckim: Gospodarka pasieczna w ulu warszawskim zwykłym Państwowe Wydawnictwo Rolnicze i Leśne, Oddział Poznań 1989. OCLC 751493128.